# Пак Се Йон
Пак Се Йон (кор. 박세영; нар. 30 липня 1988, Сеул, Південна Корея) — південнокорейська акторка та співачка.

## Біографія
Пак Се Йон народилася 30 липня 1988 року в місті Сеул. 
Дебютувала на телебаченні у 2002 році, але, зігравши невеликі ролі в двох телесеріалах, вирішила зосередитись на навчанні. Повернулася на телеекрани у 2011 році, виконавши другорядну роль в серіалі вихідного дня «Якщо прийде завтра». Підвищенню її популярності сприяла роль принцеси Ногук в фентезійному серіалі «Віра», ця роль також принесла їй першу акторську нагороду. У 2013 році Се Йон отримала першу головну роль в щоденній драмі «Історія двох сестер», в тому ж році вона стала співведучою популярної музичної програми «Music Bank». У наступному році Се Йон взяла участь в четвертому сезоні популярного розважального шоу «Ми одружилися», її партнером став співак Чан У Йон. У 2014 вона зіграла першу кінороль у фільмі «Король моди», у тому ж році отримала головну роль в серіалі вихідного дня «Славетний день». Далі була одна з головних ролей в серіалі вихідного дня «Моя донька Ким Са Воль», яка принесла Се Йон Нагороду за майстерність 9-ї Премії Корейської драми. У 2016 році вона знялася в медичній драмі «Блискучий розум», у наступному році зіграла головну жіночу роль в драмі «Грошова квітка». У 2019 році акторка зіграла одну з головних ролей в комедійній драмі «Спеціальний інспектор праці».

## Фільмографія

### Телевізійні серіали
| Рік  | Назва                         | Роль                            | Мережа |
| ---- | ----------------------------- | ------------------------------- | ------ |
| 2002 | «Інспектор Пак Мун Су»        | Ян Су Кьон                      | MBC    |
| 2003 | «Ти кохаєш мене?»             | Юн Чжу                          | MBC    |
| 2011 | «Якщо прийде завтра»          | Со Ю Чжін                       | SBS    |
| 2012 | «Чоловік з екватора»          | юна Чхве Су Мі                  | KBS2   |
| 2012 | «Дощ кохання»                 | Лі Мі Хо                        | KBS2   |
| 2012 | «Віра»                        | Королева Ногук                  | SBS    |
| 2012 | «Школа 2013»                  | Сон Ха Гьон                     | KBS2   |
| 2013 | «Мої чарівні хлопці»          | нова артистка (камео, 16 серія) | tvN    |
| 2013 | «Історія двох сестер»         | Чхве Се Йон                     | KBS1   |
| 2014 | «Славетний день»              | Чон Да Чон                      | SBS    |
| 2015 | «Моя донька Ким Са Воль»      | О Хє Сон                        | MBC    |
| 2016 | «Блискучий розум»             | Кім Мін Чже                     | KBS2   |
| 2017 | «Шепіт»                       | Чхве Су Йон                     | SBS    |
| 2017 | «Грошова квітка»              | На Мо Хьон                      | MBC    |
| 2019 | «Спеціальний інспектор праці» | Чу Мі Ран                       | MBC    |
| 2022 | «Ментальний тренер Че Галь»   | Пак Син Ха                      | tvN    |

### Фільми
| Рік  | Назва          | Роль         |
| ---- | -------------- | ------------ |
| 2014 | «Король моди»  | Пак Хьо Чжін |
| 2015 | «Похорон кота» | Че Хї        |

## Нагороди
| Рік  | Нагорода                      | Категорія                                                                            | Робота                              | Результат | Прим.  |
| ---- | ----------------------------- | ------------------------------------------------------------------------------------ | ----------------------------------- | --------- | ------ |
| 2012 | 26-та Премія KBS драма        | Краща нова акторка                                                                   | «Дощ кохання», «Чоловік з екватора» | Номінація |        |
| 2012 | Премія SBS драма              | Нова зірка                                                                           | «Віра»                              | Перемога  | [ 9 ]  |
| 2013 | 49-та Премія мистецтв Пексан  | Краща нова акторка телебачення                                                       | «Віра»                              | Номінація |        |
| 2013 | 27-ма Премія KBS драма        | Краща нова акторка                                                                   | «Історія двох сестер»               | Номінація |        |
| 2013 | 27-ма Премія KBS драма        | Нагорода за майстерність (акторка щоденної драми)                                    | «Історія двох сестер»               | Номінація |        |
| 2014 | Премія SBS драма              | Нагорода за високу майстерність (акторка серіалу)                                    | «Славетний день»                    | Номінація |        |
| 2015 | Премія MBC драма              | Краща нова акторка в спеціальній драмі                                               | «Моя донька Ким Са Воль»            | Номінація |        |
| 2016 | 9-та Премія корейської драми  | Нагорода за майстерність (акторки)                                                   | «Моя донька Ким Са Воль»            | Перемога  | [ 10 ] |
| 2017 | Премія SBS драма              | Нагорода за майстерність (акторка серіалу що транслювався щопонеділка та щовівторка) | «Шепіт»                             | Перемога  | [ 11 ] |
| 2018 | 11-та Премія корейської драми | Нагорода за майстерність (акторки)                                                   | «Грошова квітка»                    | Номінація |        |
| 2018 | 6-та Премія «Зірок МААТР»     | Нагорода за майстерність (акторка серіалу)                                           | «Грошова квітка»                    | Номінація | [ 12 ] |
| 2019 | Премія MBC драма              | Нагорода за майстерність (акторка понеділко-вівторкової драми)                       | «Спеціальний інспектор праці»       | Перемога  | [ 13 ] |